# Noguchiphaea mattii
Noguchiphaea mattii – gatunek ważki z rodziny świteziankowatych (Calopterygidae). Stwierdzony jedynie w prowincji Khánh Hòa we wschodnim Wietnamie.